# Nannophrys
A Nannophrys a kétéltűek (Amphibia) osztályába, a békák (Anura) rendjébe és a  Dicroglossidae családjába tartozó nem. Korábban a valódi békafélék (Ranidae) családjába tartozott, de a legújabb filogenetikai kutatások alapján a Dicroglossidae osztályba helyezték.

## Elterjedése
A nembe tartozó fajok Srí Lanka endemikus élőlényei.

## Rendszerezés
A nembe az alábbi fajok tartoznak:
- Nannophrys ceylonensis Günther, 1869
- Nannophrys guentheri Boulenger, 1882
- Nannophrys marmorata Kirtisinghe, 1946
- Nannophrys naeyakai Fernando, Wickramasinghe, & Rodrigo, 2007